# Женско (Грчка)
Женско (грч. Παλαιό Γυναικόκαστρο, Палео Гинекокастро) је насељено место у општини Кукуш у периферији Средишња Македонија, Грчка. Према попису из 2021. године било је 213 становника.
Према бугарском географу и историчару, Василу Канчову, у Женском је 1900. године живело 200 Словена хришћана и 45 Турака. 
Село је у 17. и 18. веку било велико насеље и средиште околине, али је у 19. веку почео опадати број становника због напада разбојничких банди. Током Другог балканског рата грчка војска је запалила село а становништво је протерано (више од половине Словена је избегло у околину Струмице а остали у Бугарску). Године 1922. насељене су грчке избеглице и Каракачани. На попису из 1928. године Женско је имало 394 становника.